# Diplocephalus

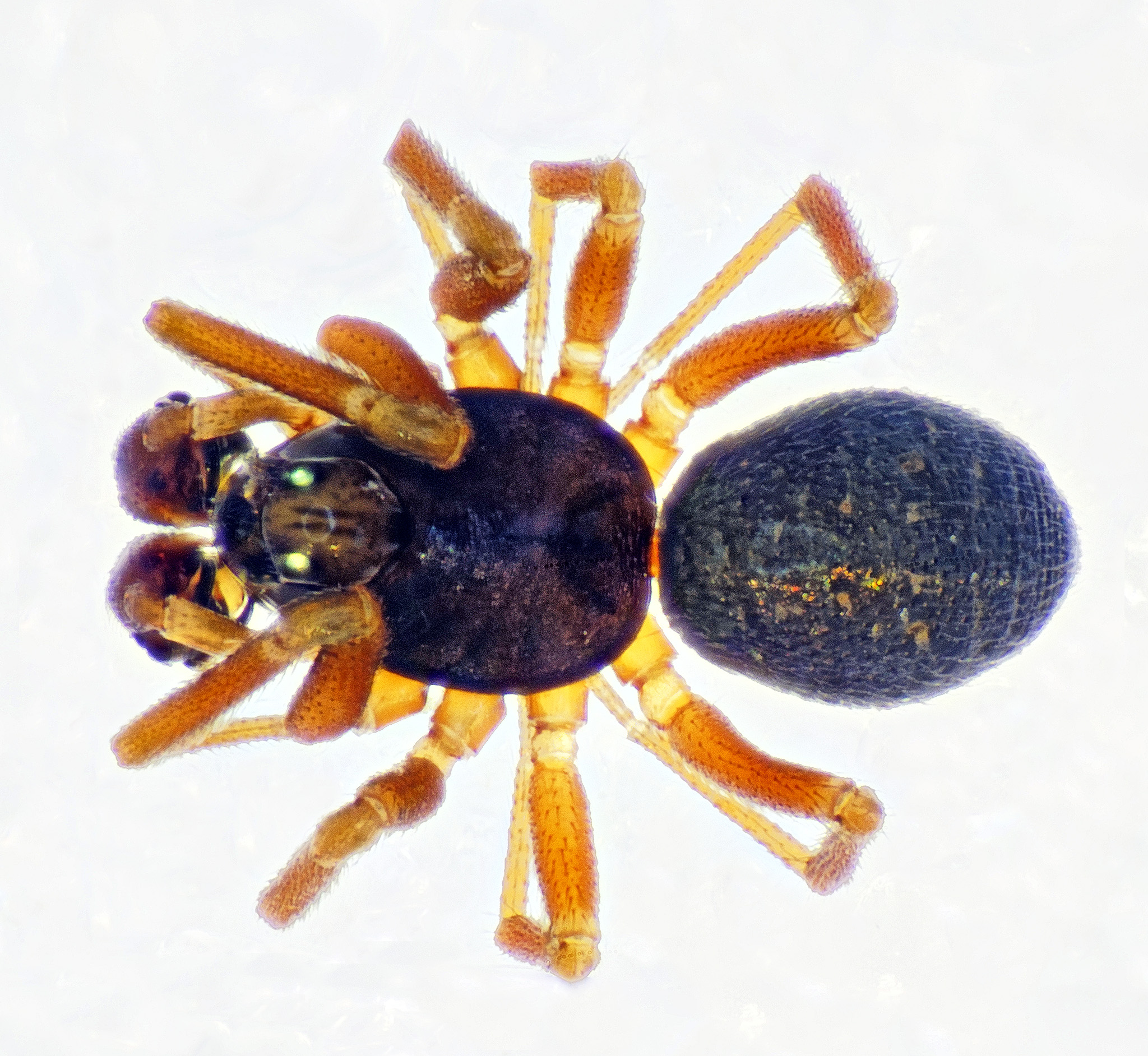
Diplocephalus latifrons

Diplocephalus és un gènere d'aranyes araneomorfes de la subfamília Erigoninae, dins de la família Linyphiidae.
Fou descrit per primera vegada per Philipp Bertkau l'any 1883.
És sinònim dels següents gèneres:
- Chocorua[3]
- Plaesiocraerus[4]
- Streptosphaenus[4]

## Distribució
Es pot trobar a la zona holàrtica.

## Espècies
Actualment (2021) es coneixen 49 espècies i unasubespècie.
- Diplocephalus algericus Bosmans, 1996
- Diplocephalus alpinus (O. Pickard-Cambridge, 1873)
- Diplocephalus altimontanus Deltshev, 1984
- Diplocephalus arnoi Isaia, 2005
- Diplocephalus arvernus Denis, 1948
- Diplocephalus barbiger (Roewer, 1955)
- Diplocephalus bicephalus (Simon, 1884)
- Diplocephalus bicurvatus Bösenberg & Strand, 1906
- Diplocephalus bifurcatus Tanasevitch, 1989
- Diplocephalus caecus Denis, 1952
- Diplocephalus caucasicus Tanasevitch, 1987
- Diplocephalus connatus Bertkau, 1889
  - Diplocephalus c. jacksoni O. Pickard-Cambridge, 1904
- Diplocephalus crassilobus (Simon, 1884)
- Diplocephalus cristatus (Blackwall, 1833)
- Diplocephalus culminicola Simon, 1884
- Diplocephalus dentatus Tullgren, 1955
- Diplocephalus graecus (O. Pickard-Cambridge, 1873)
- Diplocephalus gravidus Strand, 1906
- Diplocephalus guidoi Frick & Isaia, 2012
- Diplocephalus helleri (L. Koch, 1869)
- Diplocephalus hispidulus Saito & Ono, 2001
- Diplocephalus hungaricus Kulczyński, 1915
- Diplocephalus inanis Tanasevitch, 2014
- Diplocephalus komposchi Milasowszky, Bauder & Hepner, 2017
- Diplocephalus lancearius (Simon, 1884)
- Diplocephalus latifrons (O. Pickard-Cambridge, 1863)
- Diplocephalus longicarpus (Simon, 1884)
- Diplocephalus lusiscus (Simon, 1872)
- Diplocephalus machadoi Bosmans & Cardoso, 2010
- Diplocephalus marijae Bosmans, 2010
- Diplocephalus marusiki Eskov, 1988
- Diplocephalus mirabilis Eskov, 1988
- Diplocephalus montaneus Tanasevitch, 1992
- Diplocephalus montanus Eskov, 1988
- Diplocephalus mystacinus (Simon, 1884)
- Diplocephalus parentalis Song & Li, 2010
- Diplocephalus pavesii Pesarini, 1996
- Diplocephalus permixtus (O. Pickard-Cambridge, 1871)
- Diplocephalus picinus (Blackwall, 1841)
- Diplocephalus procer (Simon, 1884)
- Diplocephalus protuberans (O. Pickard-Cambridge, 1875)
- Diplocephalus pseudocrassilobus Gnelitsa, 2006
- Diplocephalus pullinus Simon, 1918
- Diplocephalus rostratus Schenkel, 1934
- Diplocephalus sphagnicola Eskov, 1988
- Diplocephalus subrostratus (O. Pickard-Cambridge, 1873)
- Diplocephalus tiberinus (Caporiacco, 1936)
- Diplocephalus toscanaensis Wunderlich, 2011
- Diplocephalus transcaucasicus Tanasevitch, 1990
- Diplocephalus turcicus Brignoli, 1972
- Diplocephalus uliginosus Eskov, 1988